# Natasha, Pierre & The Great Comet of 1812
Natasha, Pierre & The Great Comet of 1812 – musical, będący adaptacją powieści Wojna i pokój Lwa Tołstoja, stworzony przez kompozytora, librecistę i autora tekstów piosenek Dave'a Malloya, w reżyserii Rachel Chavkin. Opiera się na tomie 2 części 5 powieści Tołstoja, koncentrując się na romansie Nataszy i Anatola oraz na poszukującym sensu życia Piotrze.

## Oryginalna obsada
| Postać                                   | Off-Broadway Ars Nova (2012) | Off-Broadway Kazino Meatpacking District (2013) | Off-Broadway Kazino Times Square (2013) | American Repertory Theater (2015) | Broadway Imperial Theatre (2016) |
| ---------------------------------------- | ---------------------------- | ----------------------------------------------- | --------------------------------------- | --------------------------------- | -------------------------------- |
| Natasza Rostowa                          | Phillipa Soo                 | Phillipa Soo                                    | Phillipa Soo                            | Denée Benton                      | Denée Benton                     |
| Pierre Bezuchow                          | Dave Malloy                  | Dave Malloy                                     | David Abeles                            | Scott Stangland                   | Josh Groban                      |
| Anatol Kuragin                           | Lucas Steele                 | Lucas Steele                                    | Lucas Steele                            | Lucas Steele                      | Lucas Steele                     |
| Sonia Rostowa                            | Brittain Ashford             | Brittain Ashford                                | Brittain Ashford                        | Brittain Ashford                  | Brittain Ashford                 |
| Helena Bezuchow                          | Amber Gray                   | Amber Gray                                      | Amber Gray                              | Lilli Cooper                      | Amber Gray                       |
| Maria Dmitrjewna                         | Amelia Workman               | Grace McLean                                    | Grace McLean                            | Grace McLean                      | Grace McLean                     |
| Fiedia Dołochow                          | Nick Choksi                  | Ian Lassiter                                    | Nick Choksi                             | Nick Choksi                       | Nick Choksi                      |
| Andrzej Bołkoński/stary książę Bołkoński | Blake DeLong                 | Blake DeLong                                    | Blake DeLong                            | Nicholas Belton                   | Nicholas Belton                  |
| Maria Bołkońska                          | Gelsey Bell                  | Gelsey Bell                                     | Shaina Taub                             | Gelsey Bell                       | Gelsey Bell                      |
| Balaga                                   | Paul Pinto                   | Paul Pinto                                      | Ashkon Davaran                          | Paul Pinto                        | Paul Pinto                       |